# (34015) 2000 OR16
2000 OR16 (asteroide 34015) é um asteroide da cintura principal. Possui uma excentricidade de 0.17359520 e uma inclinação de 1.65981º.
Este asteroide foi descoberto no dia 23 de julho de 2000 por LINEAR em Socorro.